# Công viên Casimir Đại đế
Công viên Casimir Đại đế là công viên lâu đời nhất ở Bydgoszcz, có diện tích 2,24   ha. Công viên nằm ở một phần trung tâm của trung tâm thành phố Bydgoszcz, giáp với phố Gdańska, phố Konarski, phố Jagiellońska và Quảng trường Tự do. Diện tích của nó giống như một hình chữ nhật 100m x 200m.

## Lịch sử
Công viên Casimir Đại đế là một mảnh của công viên lớn hơn nhiều của Dòng Thánh Clare ở Bydgoszcz có từ nửa đầu thế kỷ 17. Chị em Poor Clares đến Bydgoszcz vào năm 1615 và sau khi xây dựng một tu viện (nay là một trong những tòa nhà bảo tàng thành phố), khu vườn liền kề đã được tạo ra và bắt đầu tổ chức. Nó có một lối vào ngày hôm nay thông qua một con hẻm 3 tháng 5 ở phố 3: bề mặt của nó rộng khoảng 3,5 ha. Khu vườn ban đầu không chỉ là một nơi trang trí, mà còn sinh động: ao cá, vườn bếp, vườn cây ăn trái là một phần của nó.
Sau khi thế tục hóa trật tự của chính quyền Phổ, khu vườn thuộc về văn phòng khu vực Bydgoszcz, đã biến nó thành một "Công viên quận" rộng ba hecta (tiếng Đức: Regierungs Garten) vào năm 1835, nơi đây cấm cư dân thành phố. Năm 1861, hai con thiên nga và cá chép đã được mua cho hai ao.
Vào những năm 1900-1901, công viên đã được cải tạo, và diện tích của nó giảm xuống còn 2,4 hecta. Công việc được quản lý bởi Paul Meyerkamp. Sau khi hoàn thành vào ngày 1 tháng 10 năm 1901, công viên, giờ là tài sản của chính quyền thành phố và công viên đô thị (tiếng Đức: Stadt Park), đã mở cửa rộng rãi cho công chúng thành phố.
Vào ngày 23 tháng 7 năm 1904, ở rìa phía bắc của công viên gần với Quảng trường Tự do, nhà thờ lớn "The Deluge" đã được khánh thành. Đó là một tác phẩm của nhà điêu khắc đến từ Berlin Ferdinand Lepcke. Tác phẩm điêu khắc đã được tích hợp và kết nối với công viên xung quanh một cách liền mạch. 

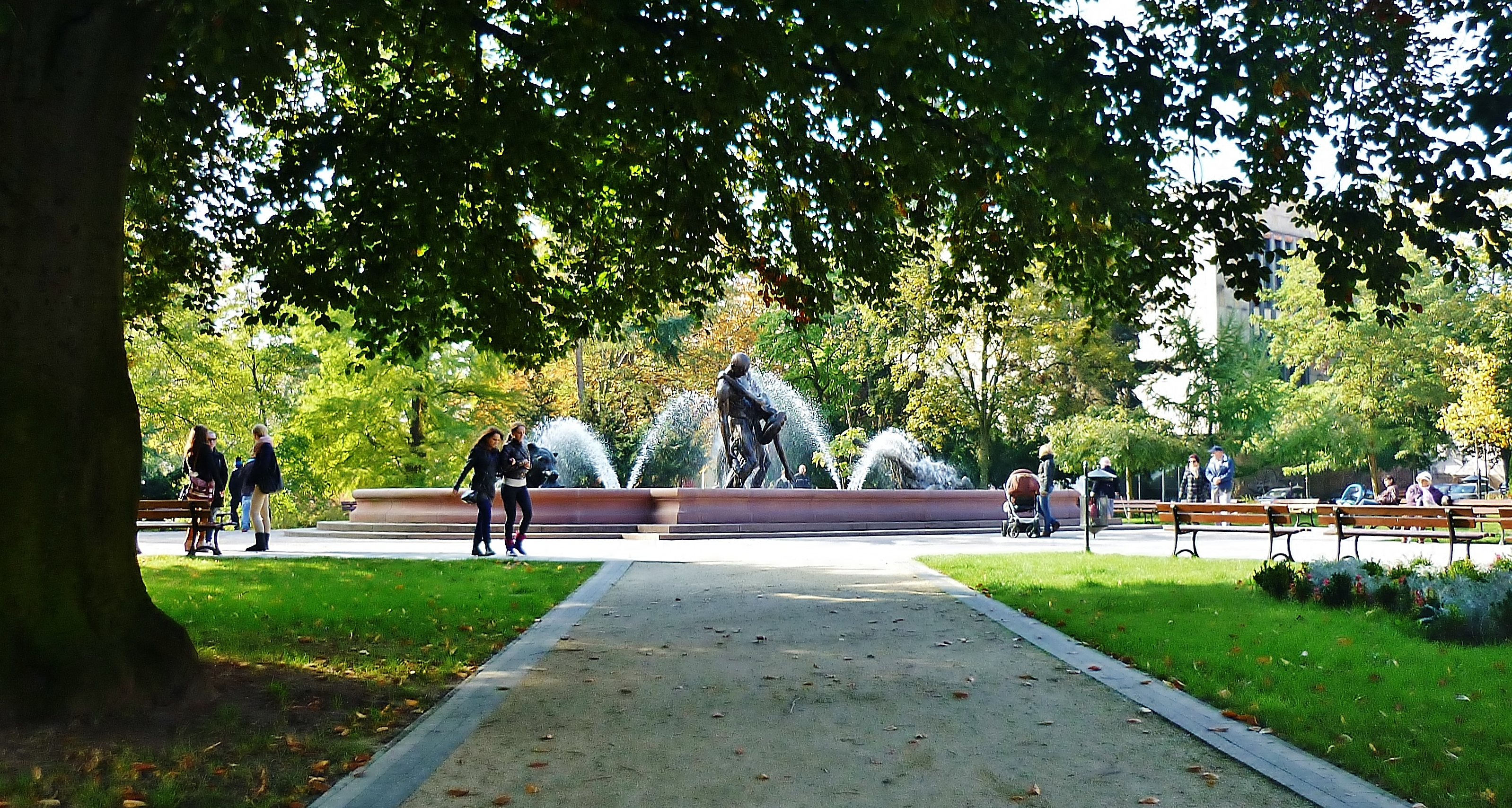
Hình ảnh Đài phun nước "The Deluge" đang tái thiết, 2012

Năm 1938, 69 loài cây và cây bụi đang phát triển trong công viên, nhiều loài có niên đại từ thế kỷ 17 và 18. Các mẫu vật lớn nhất là, trong số những mẫu khác, một số cây sồi Anh có thân cây cao từ 390 đến 400 cm và 50 cây khổng lồ Ulmus glabra.
Tại thời điểm này, nhiều loài đã được phát triển trong công viên, trong đó có công viên bao gồm: cây du, cây sồi không cuống, cây sồi Anh, xú xuân, ngựa hạt dẻ, cây phong đường, cây phong Na Uy, Cáng lò, peashrubs Siberia, hazels tím, dẻ gai châu Âu tím, cây cà phê Kentucky, tú cầu grandiflora, lệ đường, mộc lan, sycamores Mỹ, bụi cây mẫu đơn, dương hòe, robinia, bụi cây snowberry, Đoạn lá to, Lindens lá nhỏ, thanh tùng, cây thông, cây thông đen, quả óc chó Da, cây bách, tiêu huyền London và các cây và cây bụi khác.
Trong thời kỳ chiếm đóng của Đức, rất nhiều cây cối đã bị đốn hạ để xây dựng một nơi trú ẩn, chủ yếu trong năm 1944. Nói chung, các cây của công viên đã bị phá hủy bởi pháo binh trong chiến tranh. Vào tháng 1 năm 1943, Đức quốc xã đã cướp phá đài phun nước "The Deluge" dùng cho mục đích chiến tranh.
Năm 1946, để kỷ niệm 600 năm Bydgoszcz, một cuộc triển lãm về Công nghiệp, Thủ công và Thương mại Pomerania đã được tổ chức trong công viên và trong ba trường học nằm ở Phố Konarski. Triển lãm, được tổ chức từ ngày 14 tháng 7 đến ngày 15 tháng 9, bao gồm 1085 nhà triển lãm và được 120000 người ghé thăm trong ba tuần đầu tiên.
Vào những năm 1990 đến đầu thế kỷ 21, công viên Casimir Đại đế đã trải qua quá trình trùng tu, đỉnh cao là sự tái thiết đài phun nước "The Deluge" về hình dạng ban đầu vào năm 2014.

## Các tên gọi liên tiếp
Trong lịch sử, tên của công viên đã được gọi như sau:
- 1615 - 1835, Vườn chị em Poor Clare
- 1835 - 1901, Công viên Regency (tiếng Đức: Regierungs Garten)
- 1901 - 1920, Công viên thành phố (tiếng Đức: Stadt Park)
- 1920 - 1939, Công viên Casimir Đại đế (tiếng Ba Lan: Park Kazimierza Wielkiego)
- 1939 - 1945, Công viên Victoria (tiếng Đức: Viktoriapark)
- Từ năm 1945, Công viên Casimir Đại đế (tiếng Ba Lan: Park Kazimierza Wielkiego).

Người bảo trợ của công viên là vua Casimir Đại đế (1309-1370), người đã trao quyền công dân cho thành phố Bydgoszcz và ra lệnh xây dựng nên Lâu đài Bydgoszcz vào năm 1346.

## Cây hiếm
Công viên có các loài cây quý hiếm sau đây:
- cây bách,[6]
- sồi hình nón,[6]
- Cây tiêu huyền London.[6]

Trong công viên Casimir, bảy mẫu vật lớn đại được xác định là Di tích tự nhiên Ba Lan và mười hai mẫu khác nằm ở khu vực lân cận.
Di tích thiên nhiên Ba Lan tại công viên Casimir Đại đế và môi trường xung quanh 
| STT  | Kiểu                              | Vị trí                                                             | Số lượng cây | Ghi chú                                                          |
| 1.   | Quercus robur                     | Phần trung tâm của công viên                                       | 3            | Đường kính thân: 320, 358 và 374 cm                              |
| 2.   | Quercus robur - giống kim tự tháp | Gần ao phía nam                                                    | 1            | Đường kính thân cây: 274 cm                                      |
| 3.   | Taxodium distichum                | Bên cạnh ao                                                        | 2            | Đường kính thân: 225 và 324 cm                                   |
| 4.   | Ulmus laevis                      | Trên con hẻm dọc theo Quảng trường Tự do, ở phía bắc của công viên | 1            | Đường kính thân cây: 300 cm                                      |
| 5.   | Platanus × acerifolia             | Tại nhà thờ của các thánh tông đồ Peter và Paul                    | 1            | Đường kính thân cây: 351 cm                                      |
| 6.   | Cây bạch quả                      | Đường số 11                                                        | 1            | Đường kính thân cây: 168 cm                                      |
| 7/8. | Ginkgo biloba - mọc đôi           | Góc đường Konarski và đường Jagielloński                           | 1            | Đường kính thân: 91/151 cm                                       |
| 9.   | Ailanthus altissima               | Trước tòa nhà văn phòng khu vực                                    | 2            | Đường kính thân: 304 và 375 cm                                   |
| 10.  | Sồi                               | Trong công viên                                                    | 1            | Đường kính thân cây: 300 cm Đăng ký vào ngày 27 tháng 2 năm 2019 |

## Hình ảnh

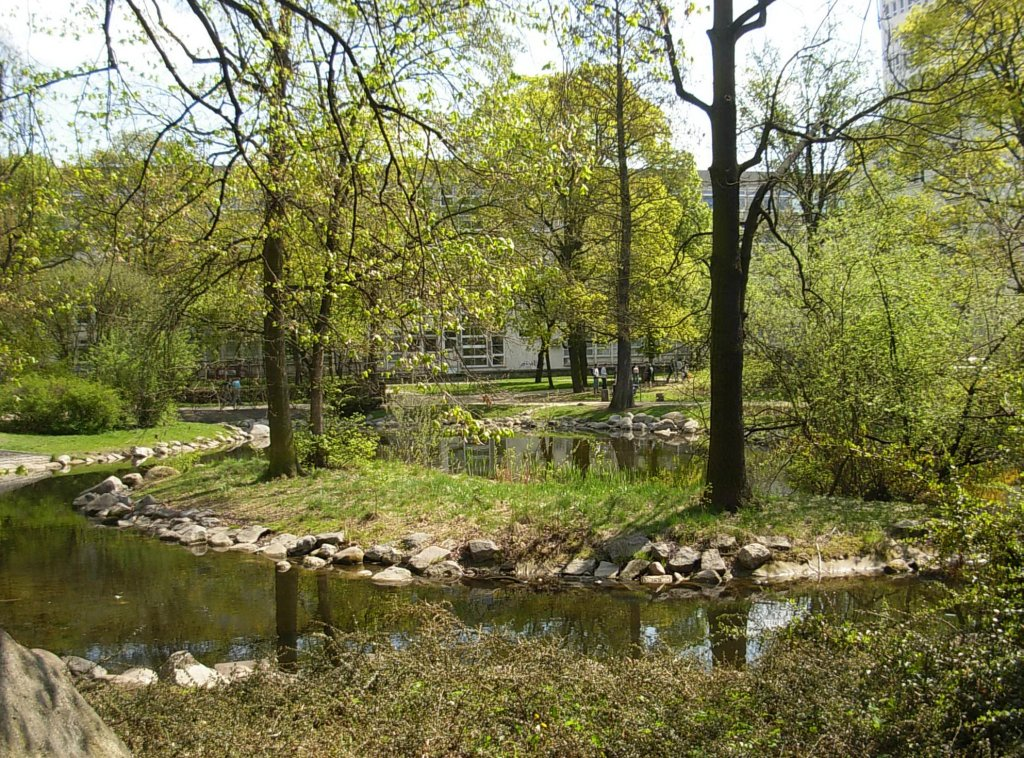
Đảo trong ao
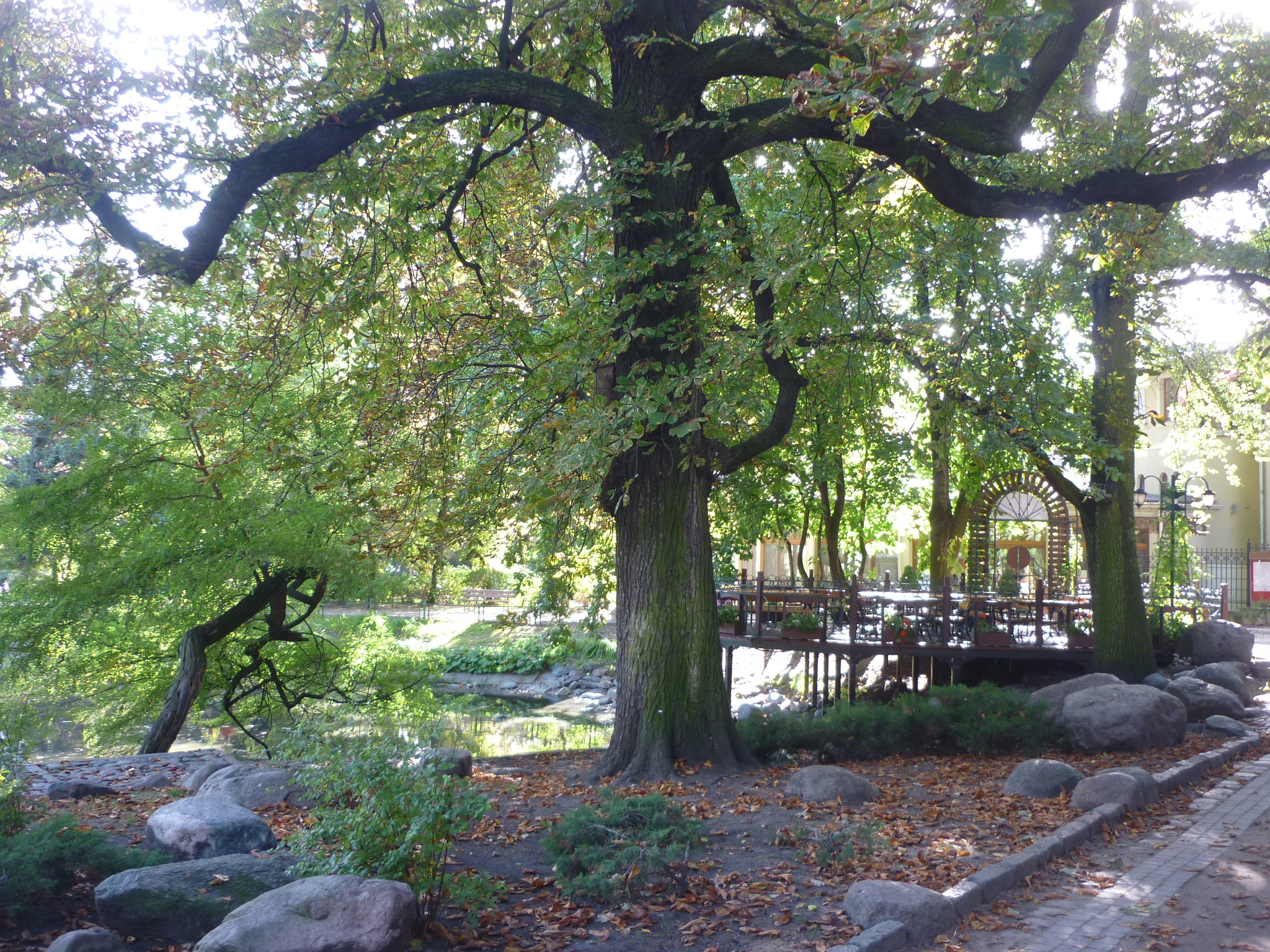
Hình ảnh Công viên Casimir Bydgoszcz
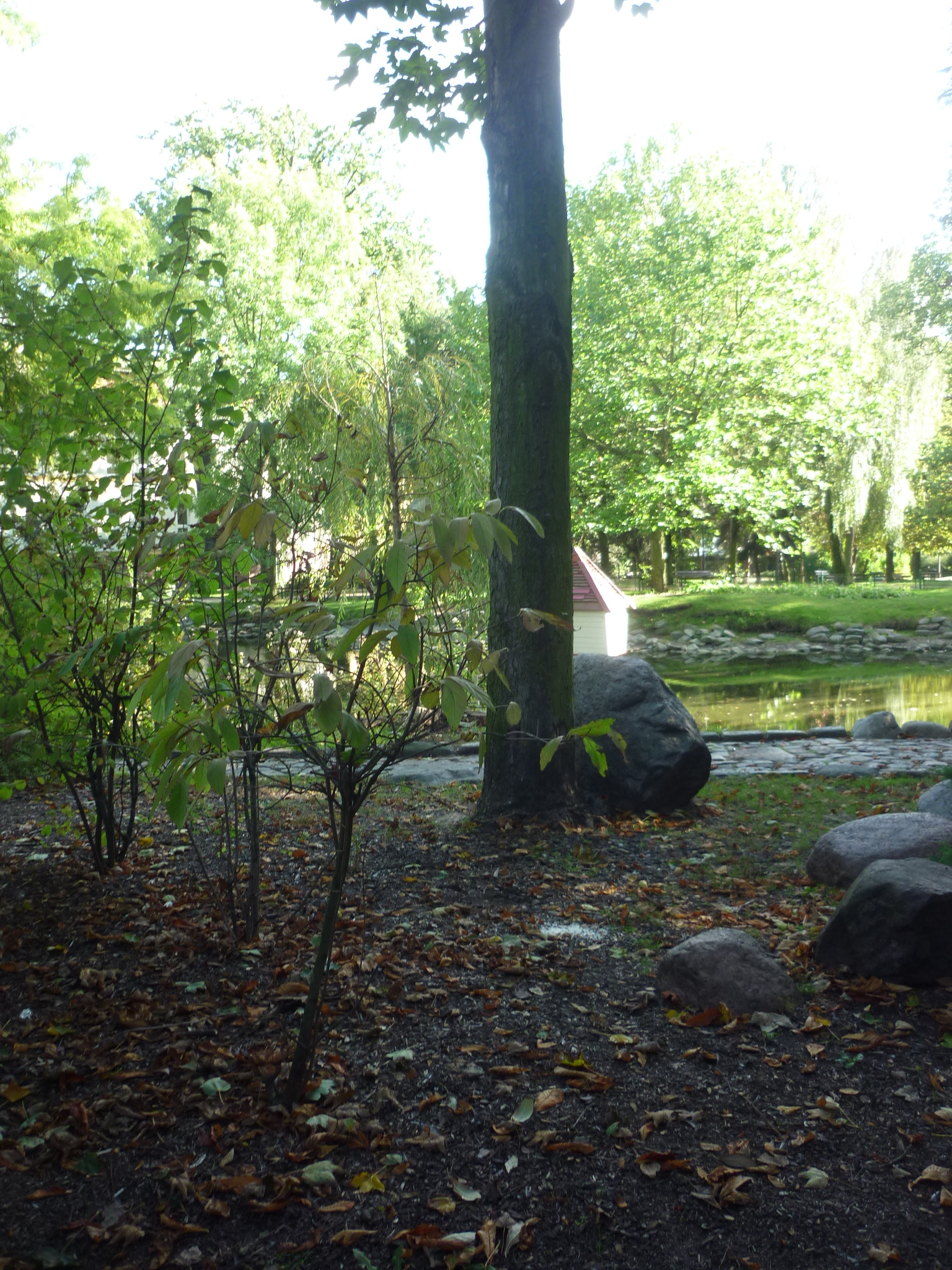
Quang cảnh công viên Casimir Bydgoszcz
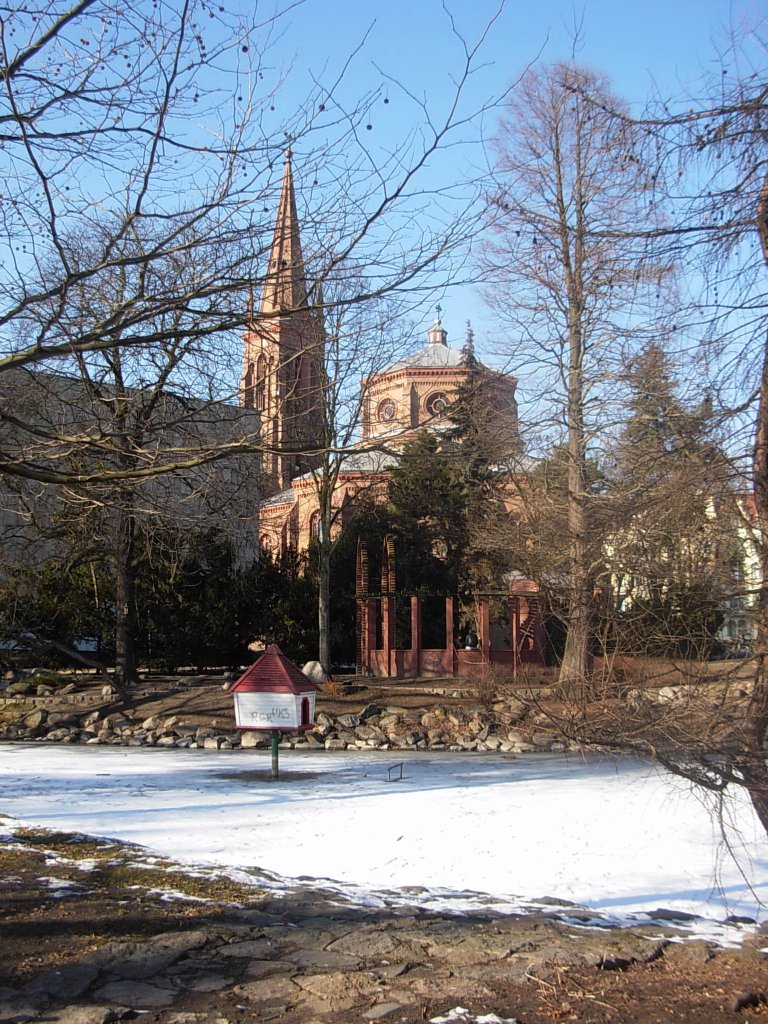
Công viên vào tháng Ba
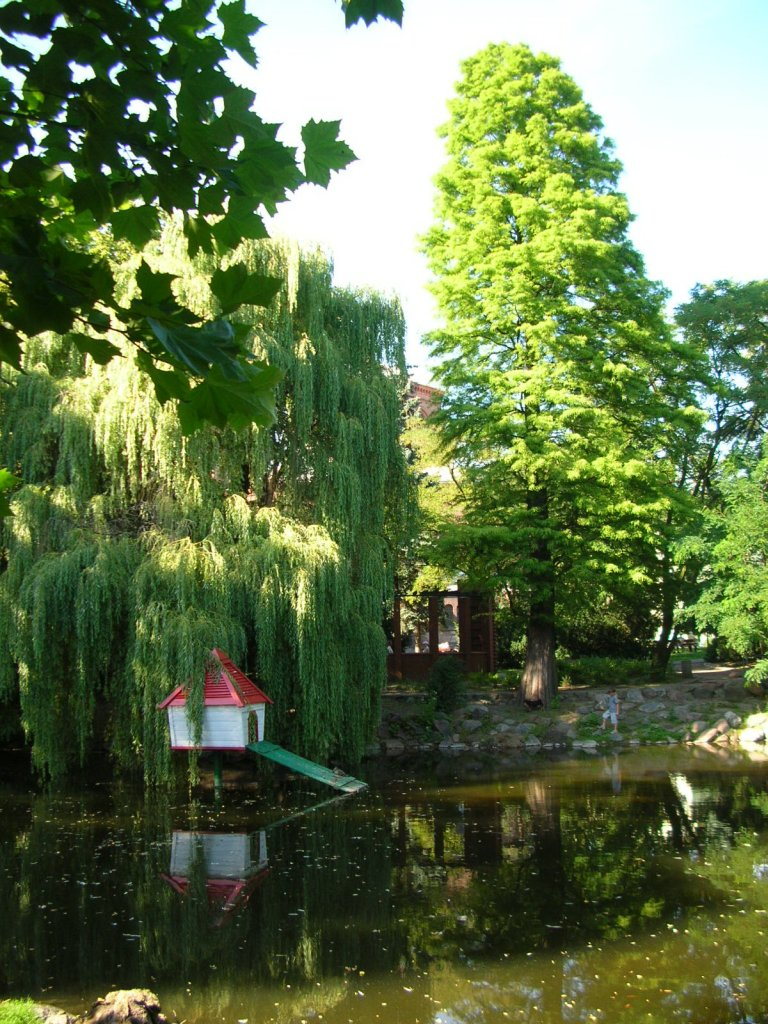
Vào tháng Năm
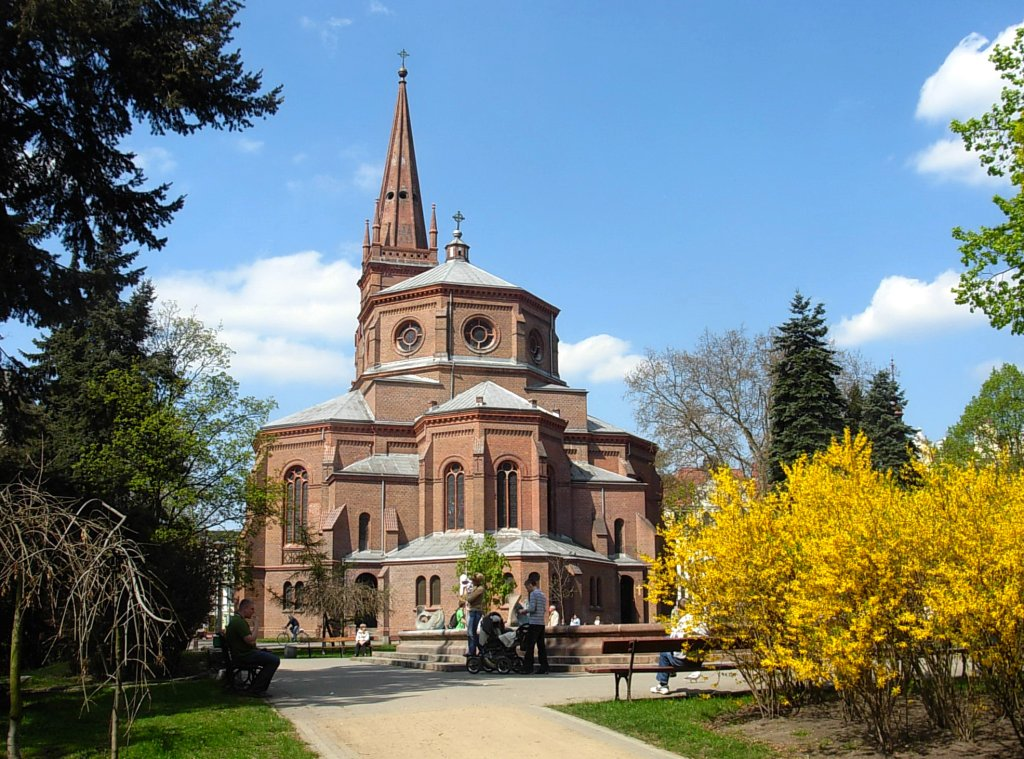
Tại nhà thờ của các thánh tông đồ Peter và Paul
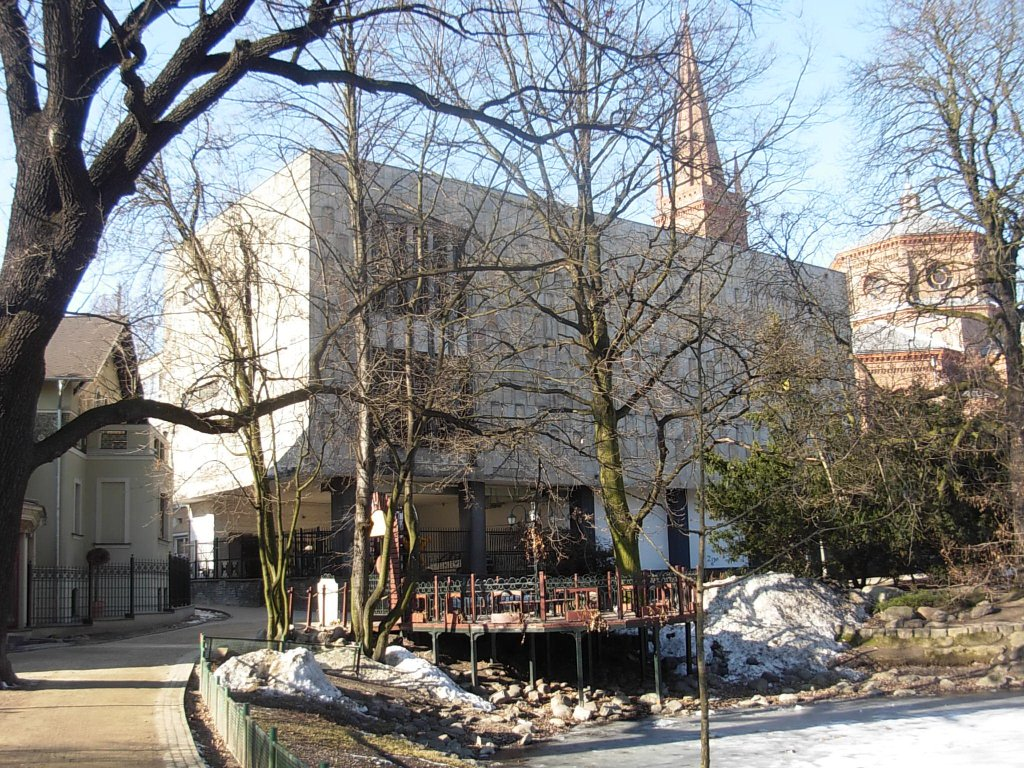
Nhìn từ Thư viện BWA
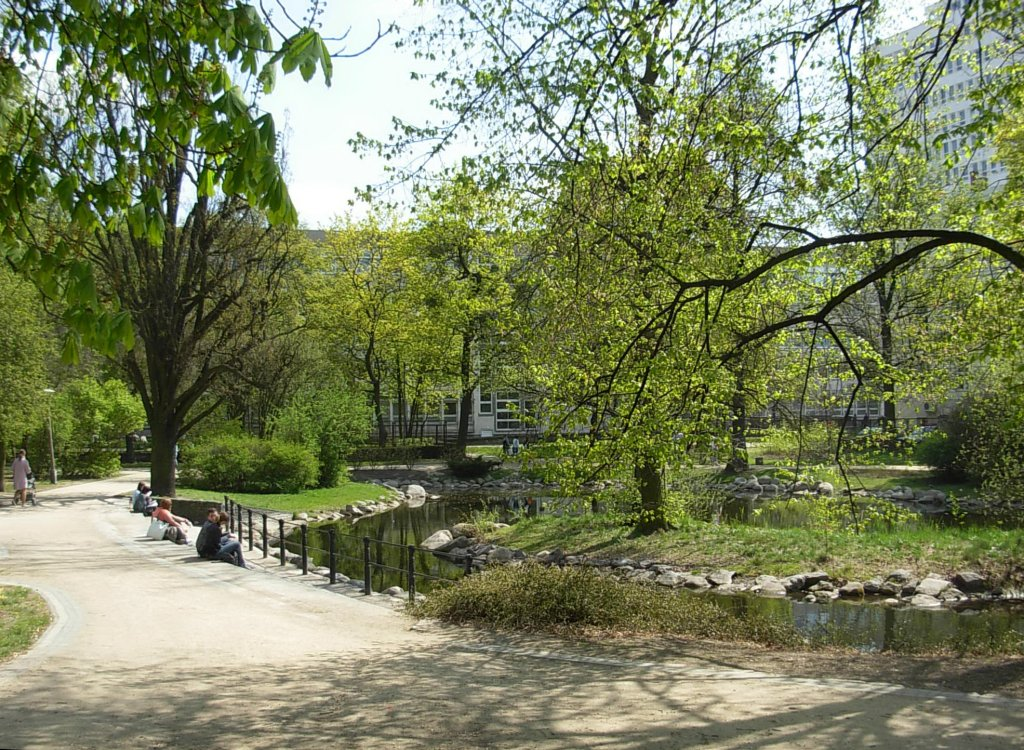
Ao nam
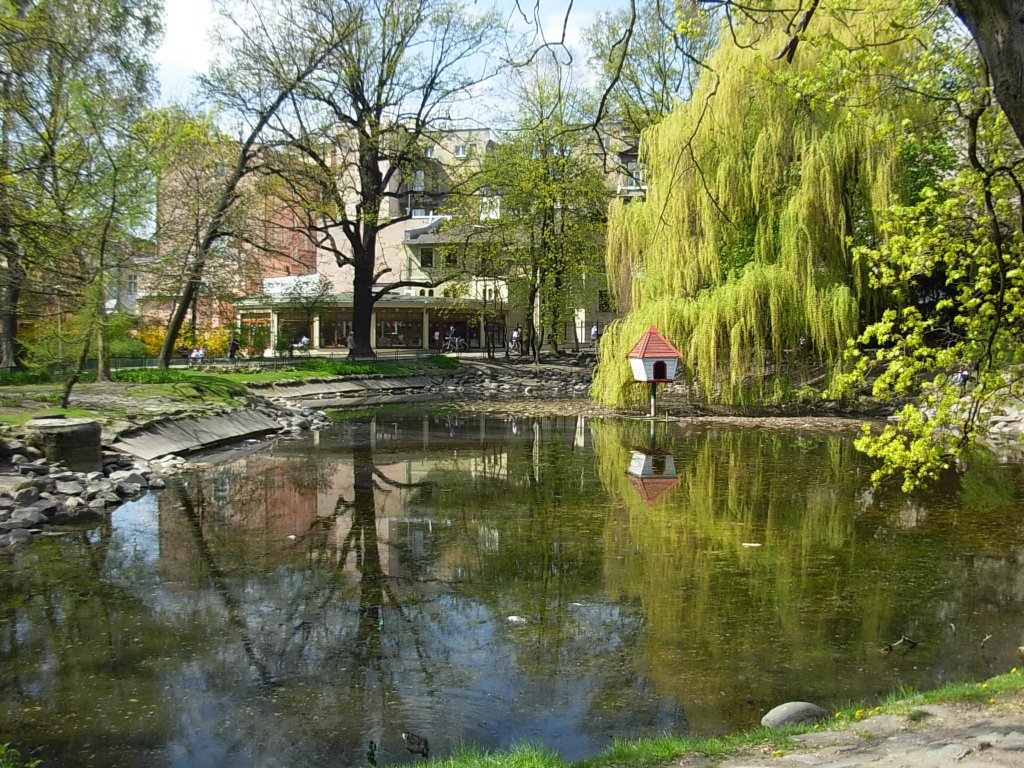
Ao bắc
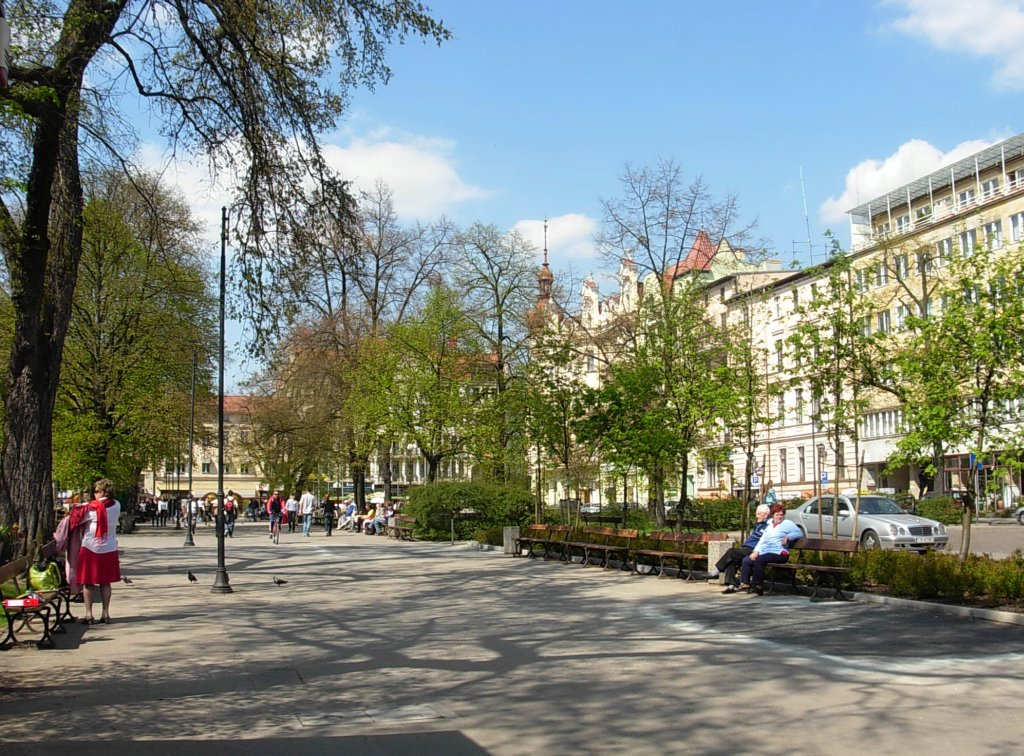
Hẻm trên Quảng trường Tự do
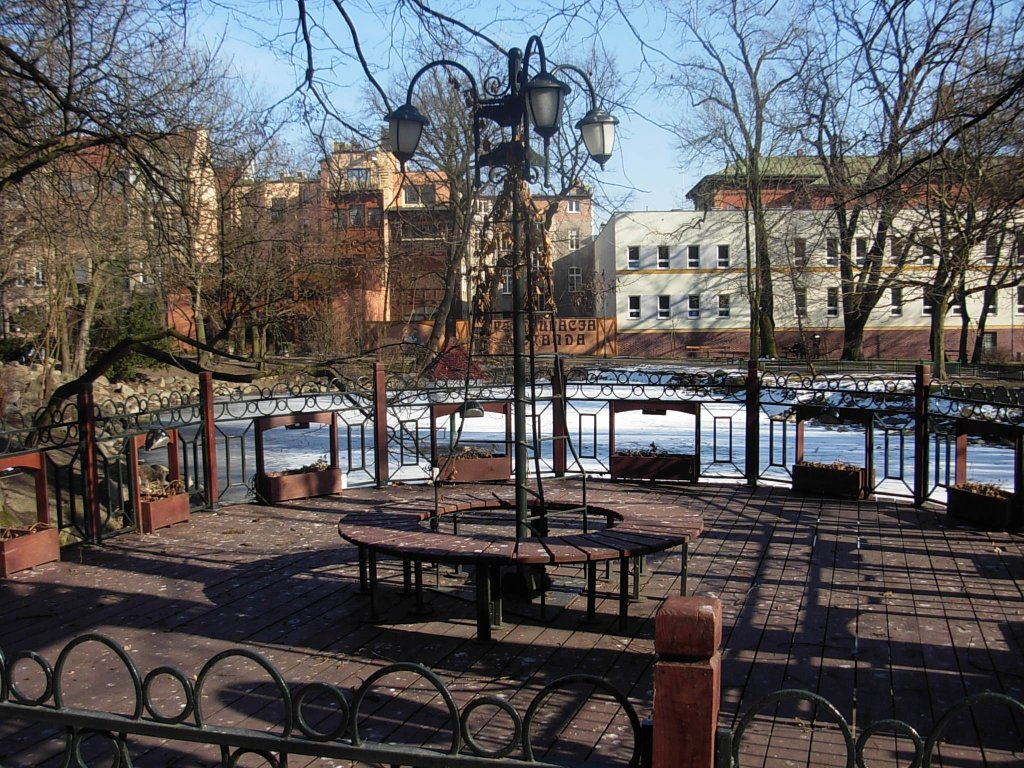
Ao bắc vào mùa đông
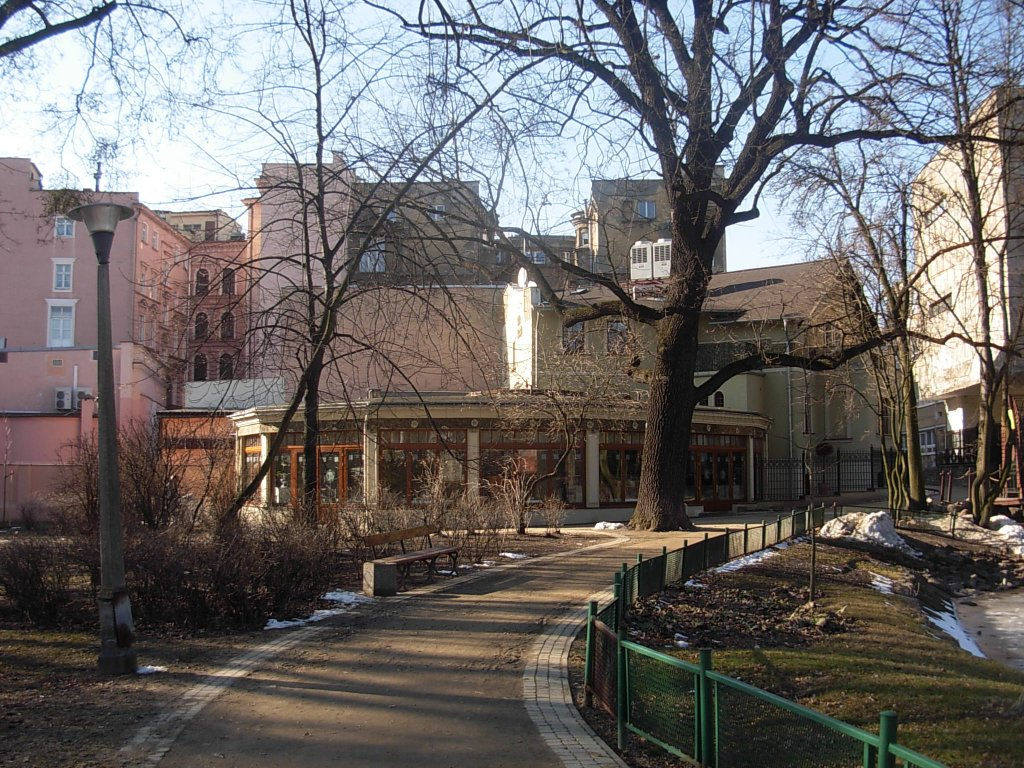
Biệt thự Secesja
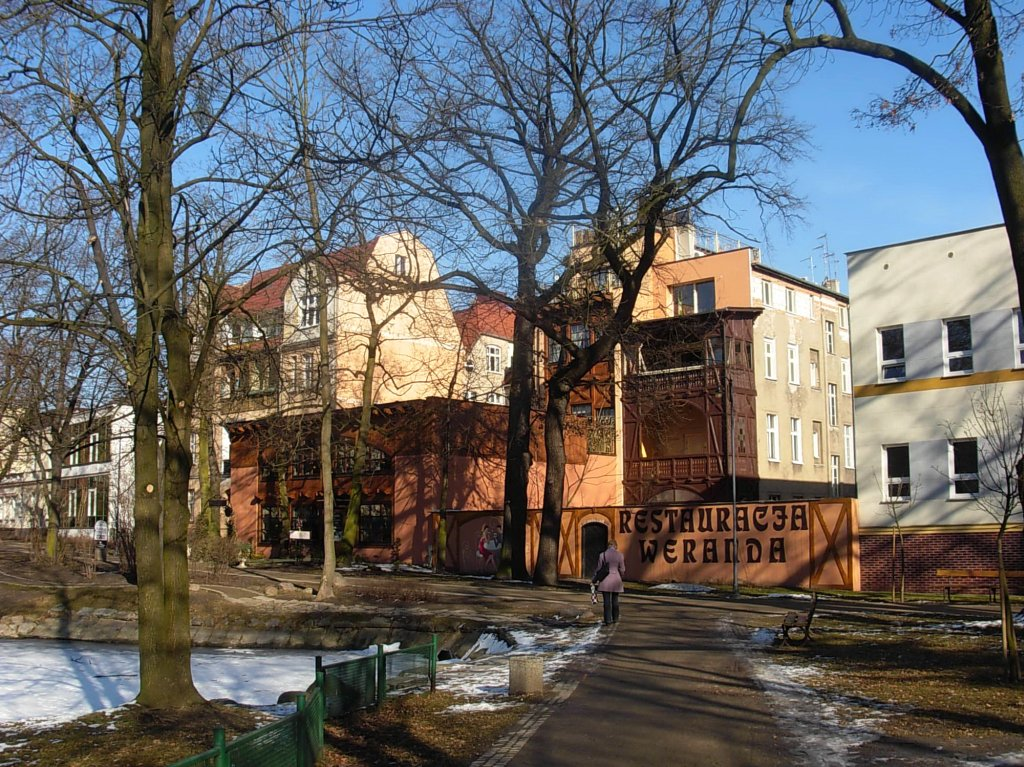
Nhà hàng "Weranda"
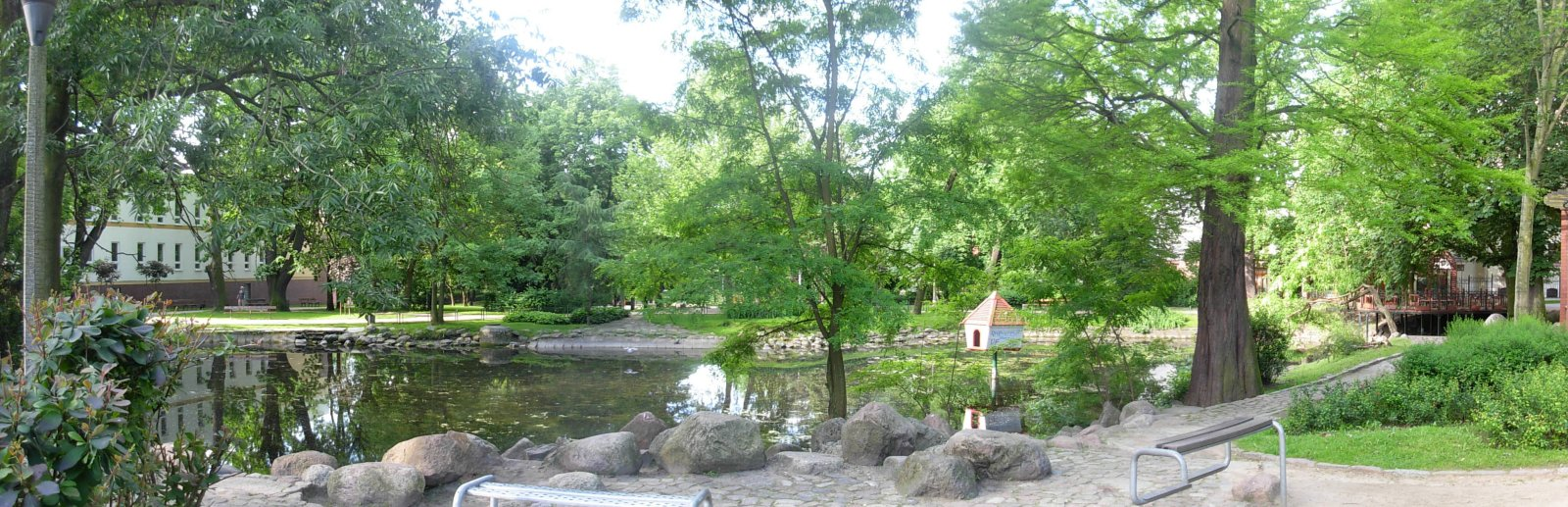
Ao phía bắc, bên phải Taxodium distichum - Đài tưởng niệm thiên nhiên Ba Lan
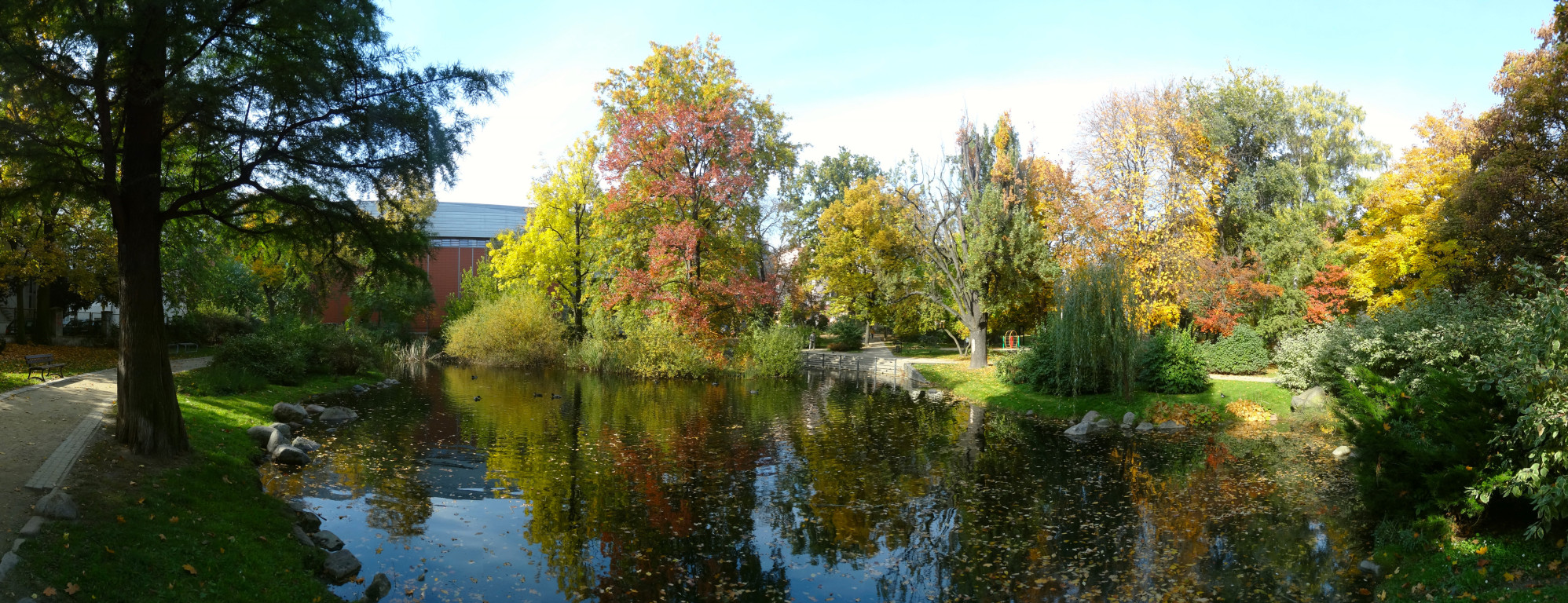
Ao Nam mùa thu 2013